# Юрій Медведєв (чеський футболіст)
Юрій Медведєв (чеськ. Jurij Medveděv, 18 червня 1996, Бадамша, Казахстан) — чеський футболіст російського походження, захисник російського клубу «Сочі». Раніше грав за юнацькі збірні Чехії U18 та U19.

## Клубна кар'єра
Народився в казахському місті Бадамша. Коли йому було три роки, батьки переїхали з ним у південно-західну Богемію в село Гартманіце. Свою футбольну кар'єру розпочав у команді «Сушице», звідки потрапив до академії «Вікторії» (Пльзень). У сезоні 2014/15 був включений до основної команди, за яку дебютував 4 листопада 2014 року у 1/8 фіналу Кубка Чехії проти клубу «Градець-Кралове» (2:1), коли на 46-й хвилині замінив Давида Лімберського. Згодом він зіграв ще в одному матчі у чвертьфіналі кубку, де його команда і вилетіла. У тому ж сезоні «Вікторія» здобула чемпіонський титул, втім Медведєв так і не зіграв жодного матчу у чемпіонаті за рідну команду і влітку 2015 року був відданий в оренду до клубу другого дивізіону країни «Банік» (Соколов), де грав до кінця сезону 2016/17.
У липні 2017 року Юрій покинув Пльзень на правах вільного агента і перейшов у словацьку «Сеницю», з якою підписав річний контракт. Дебютував у вищому дивізіоні у першому турі, зіграному 23 липня 2017 року в поєдинку з клубом «Тренчин» (1:2), відігравши усі 90 хвилин. 23 вересня 2017 року в дербі зі трнавським «Спартаком» (1:3) забив свій перший гол у чемпіонаті за «Сеницю», відзначившись на 70-й хвилині. Вдруге забив у 15-му турі в грі з «Жиліною» (4:1), коли на 47-й хвилині збільшив рахунок до 3:1, а третій і останній м'яч у лізі забив у ворота «Земпліна» (1:1).
У січні 2018 року перейшов у братиславський «Слован», підписавши контракт на три з половиною роки. Втім на першому тренуванні він порвав м'яз стегна, що не дозволило йому поїхати до Туреччини на зимовий збір команди і він до кігнця сезону продовжив грати за «Сеницю» на правах оренди.
16 лютого 2019 року в 19-му турі чемпіонату в грі проти ДАКа 1904 (1:0) Медведєв провів свій перший матч за «Слован», вийшовши на 37-й хвилині замість травмованого Мітча Апау. Зі «Слованом» 14 квітня 2019 року, перемігши з рахунком 3:0 над клубом MŠK Žilina, він виграв чемпіонський титул за шість турів до кінця сезону. Надалі він допоміг команді чотири рази поспіль виграти чемпіонат Словаччини у 2019—2022 роках, встановивши таким чином рекорд ліги, а в 2020 і 2021 роках вигравав з клубом і національний кубок.

## Виступи за збірну
Медведєв народився в Казахстані в сім'ї росіян і жив у Чехії з трьох років, тому має право на дорослому рівні представляти будь-яку з цих трьох країн.
Юрій виступав за юнацькі збірні Чехії до 18 та 19 років, однак у 2015 році заявив, що готовий виступати за збірну Казахстану, втім до його складу не викликався.

## Досягнення
- Чемпіон Словаччини: 2018–19, 2019–20, 2020–21, 2021–22, 2022–23, 2024–25
- Володар Кубка Словаччини: 2019–20, 2020–21